# Wybory parlamentarne w Holandii w 1977 roku
Wybory parlamentarne w Holandii w roku 1977

## Sytuacja przed wyborami
W wyborach 1977 pojawia się nowa partia Apel Chrześcijańsko-Demokratyczny. Partia powstała w 1976 z połączenia Katolickiej Partii Ludowej z Partią Antyrewolucyjną i Unią Historycznych Chrześcijan.

## Wybory i wynik
Wybory wygrała Partia Pracy z 53 mandatami, drugie miejsce zajął Apel Chrześcijańsko-Demokratyczny z 49 mandatami. Do parlamentu weszło 11 partii.
| Partia                                  | Wynik | Zmiana |
| --------------------------------------- | ----- | ------ |
| Partia Pracy                            | 53    | +10    |
| Apel Chrześcijańsko-Demokratyczny       | 49    | +49    |
| Partia Ludowa dla Wolności i Demokracji | 28    | +6     |
| Komunistyczna Partia Holandii           | 2     | -5     |
| Demokracja 66                           | 8     | +2     |
| Socjaldemokraci'70                      | 1     | -5     |
| Partia Radykalna                        | 3     | -4     |
| Pacyfistyczna Partia socjalistyczna     | 1     | -1     |
| Partia Chłopska                         | 1     | -2     |
| Zreformowana Partia Polityczna          | 3     | -      |
| Zreformowana Unia Polityczna            | 1     | -1     |
| Suma                                    | 150   |        |

## Po wyborach
Na czele koalicji chrześcijańskich demokratów i liberałów stanął Van Agt.